# Polypedilum palliventre
Polypedilum palliventre är en tvåvingeart som beskrevs av Freeman 1961. Polypedilum palliventre ingår i släktet Polypedilum och familjen fjädermyggor.
Artens utbredningsområde är Madagaskar. Inga underarter finns listade i Catalogue of Life.